# Die Drohung
Die Drohung (Originaltitel La menace) ist ein französisch-italienischer Spielfilm in Schwarzweiß von dem Regisseur Gérard Oury aus dem Jahr 1960. Das Drehbuch verfassten Frédéric Dard, Alain Poire und der Regisseur. Es beruht auf dem Roman „Les Mariolles“ von Frédéric Dard. Die Hauptrollen spielen Robert Hossein, Marie-José Nat und Elsa Martinelli. In Frankreich kam der Streifen das erste Mal am 1. März 1961 in die Kinos. In der Bundesrepublik Deutschland hatte der Film seine Premiere am 20. Juli 1970 im Zweiten Deutschen Fernsehen.

## Handlung
Die siebzehnjährige Josepha vermag dem Leben bei ihrem trunksüchtigen, von einer besseren (Theater-)Vergangenheit zehrenden Onkel in der Kleinstadt nichts abzugewinnen. Ihr Wunsch, in dem Motorrollerclub der „Bande“, eine Gruppe harmloser, sich lautstark gebärdender Halbwüchsiger, aufgenommen zu werden, erfüllt sich nicht, weil sie keinen Roller besitzt. Da lernt sie den neu zugezogenen Apotheker Savary kennen, von dessen Annäherungsversuchen sie sich zugleich angezogen und abgestoßen fühlt. Ihn bittet sie um Geld. Großzügig borgt Savary ihr den Betrag, der zur Beschaffung eines Motorrads nötig ist. Obwohl Josepha nun Mitglied der „Bande“ wird, fühlt sie sich nicht glücklich. Ein zu dieser Gruppe gehörendes Mädchen wird umgebracht, und Josepha nennt, nur um zu imponieren, den Namen des Täters: Savary. Der Apotheker streitet ab, und Josepha gibt nach einem Gespräch mit der Ehefrau des Beschuldigten zu, dass sie gelogen habe. Durch Zufall findet sie jedoch im Wagen des Apothekers ein Indiz, das auf seine Täterschaft hindeutet. Die Polizei glaubt ihr nun nicht mehr; aber Savarys Frau ist hellhörig geworden und kann in letzter Minute einen zweiten Mord verhindern.

## Kritik
„Spannender Krimi, in Anlehnung an die «Halbstarken»-Filme inszeniert, aber um Vertiefung in Milieu- und Charakterzeichnung bemüht und nicht ohne menschliches Interesse.“

„Ein sichtlich um Tiefgang bemühter Kriminalfilm, der jedoch trotz guter Darstellerleistungen weder in der Zeichnung des Mörders noch in der Beschreibung von Habitus und Milieu der Halbwüchsigen ganz zu überzeugen vermag.“